# Victorio Spinetto
Victorio Luis Spinetto fue un futbolista y  entrenador argentino, nació en Buenos Aires, Argentina el 3 de junio de 1911 y falleció el 28 de agosto de 1990.
Debutó como futbolista en el primer equipo del Club Atlético Vélez Sarsfield, en 1932 y debido a una grave lesión, dejó la práctica activa del fútbol en 1941.
Durante más de 67 años fue el director técnico que más tiempo dirigió a un equipo del fútbol argentino de manera ininterrumpida (14 años consecutivos al frente de Vélez Sarsfield, entre 1942 y 1956), hasta que el 21 de marzo de 2023 el entrenador de Brown de Adrogué Pablo Vico superó esa histórica marca.

## Trayectoria como futbolista
Debutó en el primer equipo de Vélez Sarsfield, en 1932. Defensor y centro medio de buenas condiciones técnicas, gran temperamento y vehemencia en la marca, se consolidó como el primer defensor “goleador” en el  fútbol argentino con 49 tantos. 
En 1937 convirtió 4 goles en un mismo cotejo contra Chacarita Juniors, luego de ir perdiendo 0 a 2 en el primer tiempo, “El Fortín” finaliza el encuentro vencedor 5 a 2. En 1938 fue transferido al Club Atlético Independiente donde permaneció casi dos temporadas. De regreso nuevamente a Vélez Sarsfield defendió sus colores hasta 1941 en que una importante lesión forzó su retiro.
Disputó 210 partidos y convirtió 45 tantos en Vélez entre 1932-1937  y  1939-1940.
Entre los años 1934 y 1936 formó parte de la Selección de fútbol de Argentina.

## Trayectoria como DT

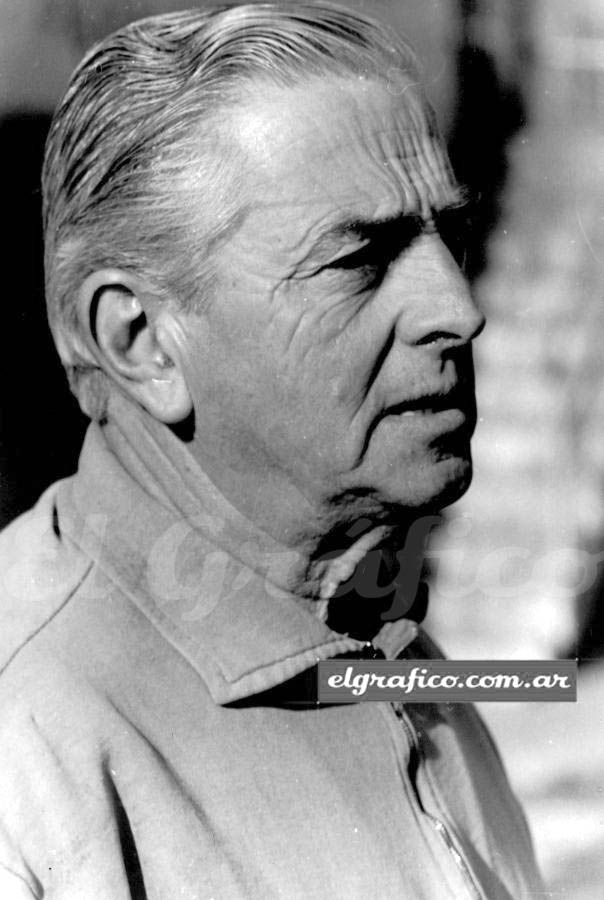
Victorio Spinetto en 1970.

En 1942 retorna al club como director técnico del primer equipo con la intención de retornar a la máxima categoría, objetivo alcanzado al año siguiente. “Don Victorio Spinetto” estuvo al frente técnicamente del primer equipo durante 14 años consecutivos, en esta primera etapa, y obtuvo el subcampeonato de la temporada de 1953. Luego de dirigir otros clubes retornó a la entidad de Liniers al frente de las divisiones inferiores y en diversas y acotadas etapas volvió a dirigir la primera división. En su notable paso  promocionó varias figuras (como Carlos Bianchi y Diego Simeone, entre otros) y afianzó su trabajo en la promoción de juveniles provenientes de las divisiones inferiores del “Fortín”, valor histórico de la institución.
Al frente de la  Selección Nacional Argentina, se adjudicó el Sudamericano disputado en Buenos Aires en 1959. 
En primera división dirigió un total de 625 encuentros (Ganó 246, empató 172 y perdió 207), comprendidos entre 1944-55, 1958, 1961 y 1966-67. Mientras que en segunda división estuvo al frente en 49 partidos (Ganó 32, empató 10 y perdió 7) entre 1942 y 1943 cuando retorna a la máxima categoría.
Tras 14 años y luego de dejar Vélez en 1956, fue entrenador del Atlanta durante 3 años, donde sentó las bases del equipo que ganaría la Copa Suecia en 1960. En Atlanta dirigió a sus dos más famosos discípulos como entrenadores: Osvaldo Zubeldía, a quien ya había dirigido en Vélez (club donde se formó) y Carlos Timoteo Griguol. Luego pasó a entrenar a Argentinos Juniors, donde tuvo tres ciclos como entrenador: 1962–1963, 1972–1973 y 1978, dirigiendo un total de 155 partidos. En el año 1971 dirigió a Juventud Antoniana. Luego pasó por Huracán, Racing Club y Ferrocarril Oeste. Después de su paso por Argentinos Juniors en 1978 retornó a la entidad de Liniers, donde estuvo al frente de las divisiones inferiores. En su notable paso promocionó varias figuras como Christian Bassedas, Diego Simeone, y Patricio Camps, entre otros, y afianzó su trabajo en la formación de juveniles provenientes de las divisiones inferiores del “Fortín”, valor histórico de la institución.
Se desempeñó como DT de la Selección de fútbol de Argentina en dos oportunidades. En 1959 como miembro de un triunvirato con Della Torre y Barreiro que se adjudicó el Campeonato Sudamericano (actual Copa América) disputado en Buenos Aires. Posteriormente como único responsable entrenó a la Selección en 1960/1961.